# Go Out policy
La Go Out Policy ou Stratégie de mondialisation (Chinois: 走出去战略; pinyin: Zǒuchūqū Zhànlüè) est la stratégie actuelle de la République populaire de Chine pour encourager ses entreprises à investir à l'étranger.
La plupart des pays favorisent l'attraction d'investissements étrangers et ne soutiennent que passivement les investissements à l'étranger. La République populaire de Chine attache toutefois de l'importance à l'investissement étranger entrant et sortant.

## Objectifs
Au travers de la Go Out Policy, la Chine cherche à atteindre plusieurs objectifs stratégiques pour son développement et soutenir ses intérêts nationaux dans la mondialisation. Les plus importants sont l'accès aux ressources en matières premières, les acquisitions de technologies et savoir-faire, et développer les marques et entreprises chinoises sur les marchés étrangers.
La stratégie d'internationalisation chinoise peut aussi être vue comme une tentative par la Chine d'exporter son modèle de développement, notamment dans les pays en développement , en insistant sur l'importance des infrastructures et la croissance économique comme accélérateurs du développement.

## Histoire
La Go Out Policy est un effort initié en 1999 par le gouvernement chinois pour promouvoir les investissements chinois à l'étranger.[réf. nécessaire] Le Gouvernement a depuis mis en place plusieurs mécanismes pour aider les entreprises nationales dans l'élaboration d'une stratégie globale pour exploiter les opportunités dans l'expansion des marchés locaux et internationaux.
Depuis le lancement de la Go Out Policy, l'intérêt pour les investissements étrangers par les entreprises chinoises a considérablement augmenté, en particulier parmi les entreprises d'État. Les statistiques indiquent que les investissements étrangers directs chinois sont passés de 3 milliards de dollars américains en 1991 à 35 milliards de dollars américains en 2003. Cette tendance a été confirmée en 2007, lorsque les IDE chinois ont atteint 92 milliards de dollars US. La Chine investit désormais plus d’argent à l’étranger qu’elle n’en reçoit.